# Warrel Dane
Warrel Dane (ur. 7 marca 1961 w Seattle w stanie Waszyngton, zm. 13 grudnia 2017 w São Paulo) – amerykański wokalista i autor tekstów znany przede wszystkim z występów w grupach muzycznych Nevermore i Sanctuary. Wcześniej był członkiem zespołu Serpent's Knight. Od 2008 roku prowadził solową działalność artystyczną.
Warrel Dane był także zawodowym kucharzem, wraz z basistą Nevermore – Jimem Sheppardem – prowadził niegdyś restaurację.

## Dyskografia
Albumy solowe
- Praises to the War Machine (2008, Century Media Records)[6]

Nevermore
- Nevermore (1995, Century Media Records)
- The Politics of Ecstasy (1996, Century Media Records)
- Dreaming Neon Black (1999, Century Media Records)
- Dead Heart in a Dead World (2000, Century Media Records)
- Enemies of Reality (2003, Century Media Records)
- This Godless Endeavor (2005, Century Media Records)
- The Obsidian Conspiracy (2010, Century Media Records)

Serpent's Knight
- Released From the Crypt (1983, wydanie własne)

Sanctuary
- Refuge Denied (1987, Epic Records)
- Into the Mirror Black (1990, Epic Records)
- The Year the Sun Died (2014, Century Media Records)

Behemoth
- The Apostasy (2007, Regain Records, gościnnie śpiew)[7]